# En serenad i sommarnatten
En serenad i sommarnatten (vertaling: Een zomernachtserenade) is een compositie van Edvin Kallstenius. Kallstenius was een buitenbeentje binnen de Zweedse klassieke muziek. Kallstenius wilde de conservatieve muziek van zijn tijd moderniseren en invloeden van buiten toestaan. Dit leverde hem veel kritiek op zodat hij alleen kwam te staan en het moeilijk was om zijn werk te laten uitvoeren. Toen later de vernieuwing wel op gang kwam, bleef Kallstenius zijn eigen stijl aanhouden, die inmiddels behoudend was geworden. 
Een zomernachtserenade wijkt af van het overige Zweedse repertoire van destijds. De muziek klinkt nu eens Frans licht en vertoont dan weer duistere trekjes. Vele aanwijzingen in de partituur maken het stuk lastig te spelen. Het is waarschijnlijk aan de romantische titel te danken, dat dit werk niet in de vergetelheid is geraakt, in tegenstelling tot vele andere werken van deze componist.
De componist verdeelde het werk in de volgende secties:
1. Sommarnatten (De zomernacht)
2. Överrumplande hornblåasning (Overrompelende hoornblazers)
3. Fäfäng väntan och forsatte fanfarer (Vergeefs wachten en aansluitende fanfares)
4. Äntligen ljus – samling  (Eindelijk licht - weerzien/bijeenkomst/reünie)
5. Serenad – Cantos amoroso (Serenade - Liefdeslied)
6. Skingring – sommarnatten (Schemering - de zomernacht)

De Serenad – Cantos amoroso kan zelfstandig worden uitgevoerd.
Kallstenius schreef En serenad i sommarnatten voor de volgende bezetting:
- 2 dwarsfluiten, 3 hobo’s, 2 klarinetten, 2 fagotten
- 4 hoorns, 3 trompetten
- pauken, 1 harp,  piano, celesta
- violen, altviolen, celli, contrabassen

## Discografie
- Uitgave Musica Sveciae: Stig Westerberg met het Koninklijk Filharmonisch Orkest van Stockholm in 1990